# 罗恩·怀亚特
罗纳德·埃尔登·怀亚特（Ronald Eldon Wyatt，1933年6月2日—1999年8月4日） 是一位美国业余考古学家，以寻找挪亚方舟的遗址，以及其他近 100 项与圣经相关的发现而著称。

## 传记
1960年，怀亚特在田纳西州麦迪逊的一家医院当护理麻醉师时，看到了《生活杂志》上的一幅画，描绘亞拉臘山附近的一座山上的船形物体。在福音派基督教圈中普遍猜测，这可能就是挪亚方舟。这开始了怀亚特作为业余考古学家的职业生涯。从1977年到1999年去世，他到中东旅行了一百多次，他的兴趣不断扩大，涉及《旧约》和《新约》。

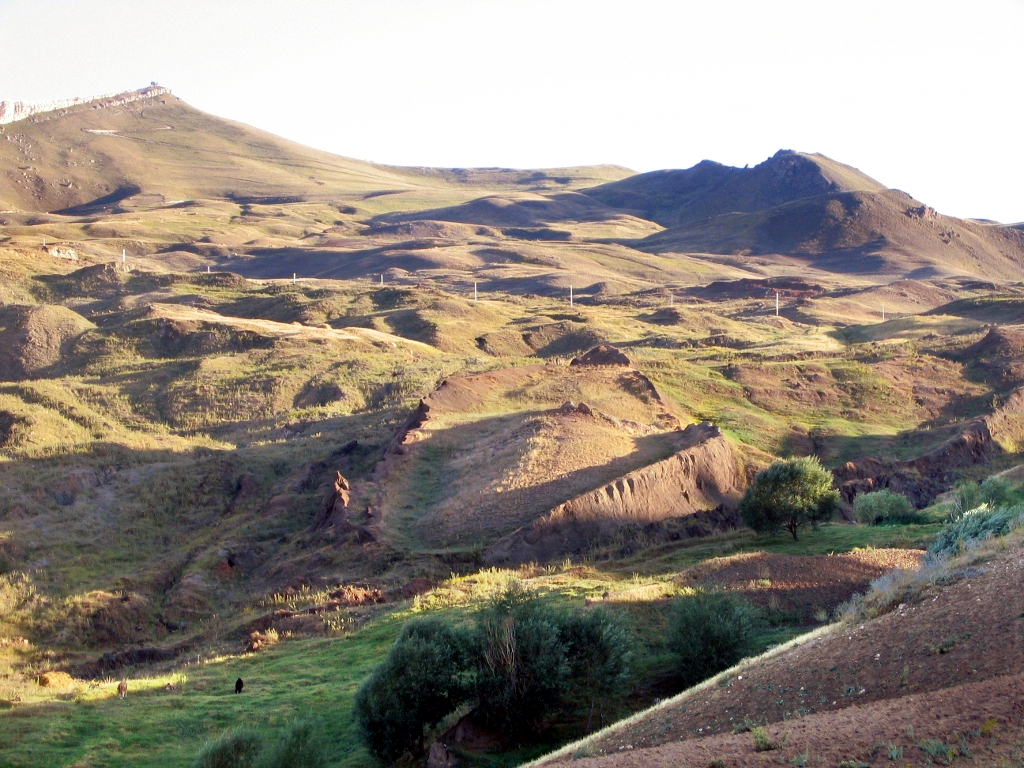

到1999年去世时，怀亚特声称已经发现了一些与圣经和圣经考古学有关的遗址和文物。其中包括:
- 挪亚方舟，位于亞拉臘山以南约29 公里(18 英里)处（Durupınar site，杜鲁品纳尔遗址）[2]
- 诺亚在方舟上使用的石锚[3]
- 洪水过后的房子、墓碑以及挪亚夫妇的坟墓[4]
- 所多瑪與蛾摩拉和摩押平原其他城市——琐珥（Zoar）、洗扁（Zeboim）和押瑪（Admah）的位置[5]
- 来自所多瑪與蛾摩拉废墟的硫磺/石球[6]
- 被认为是约瑟金字塔建筑群，约瑟在七年饥荒期间使用的粮仓的遗迹[7]
- 巴别塔遗址(土耳其南部)[8]
- 埃及人是如何建造金字塔的[9]
- 以色列人穿越红海的地点(位于亚喀巴湾)[10]
- 红海海底法老军队的战车车轮和其他遗迹[11]
- 圣经上的西奈山遗址(在沙特阿拉伯的贾巴尔·劳兹)[12]
- 耶路撒冷地下迷宫尽头的一个房间，里面藏有来自所罗门圣殿的圣物，包括约柜[13]
- 耶稣钉十字架的地点[14]
- 基督的血，在钉十字架地点下方的“地震裂缝”中，根据怀亚特的说法，其DNA包含24条染色体，而不是46条[15]
- 亚实基伦海岸外的墓葬[16]

## 去世
1999年8月4日，怀亚特因癌症在田纳西州孟菲斯的浸信会中央医院去世，享年66岁。他安葬在哥伦比亚的波尔克纪念公园公墓（Polk Memorial Park Cemetery）。
他的朋友理查德·里夫斯在他的官方网页上写道：
罗恩一生的主要目标是"帮助别人上天堂"。在考虑考古项目时，罗恩的主要考虑是“它会帮助别人上天堂吗？”他总是说:“如果这不会帮助别人上天堂，我不想这样做。”
怀亚特去世后，他创立的官方怀亚特考古研究组织(WAR)，与以前曾与WAR合作的独立组织和有关人士之间产生了分裂。WAR声称自己是所有怀亚特照片、时事通讯和其他知识产权的唯一所有者。认识怀亚特并与之合作的其他个人建立了独立的组织和网站，目的是在WAR设定的框架之外推广怀亚特的发现。

## 争议
怀亚特已被一些专业考古学家和圣经学者认为不可信。但他的工作仍然有追随者。
这是耶路撒冷花园塚协会一封应游客要求发出的信件：
伦敦花园塚协会理事会完全驳斥了怀亚特的说法，即在被称为耶路撒冷花园塚的地区边界内，发现了原来的约柜，或任何其他圣经文物。虽然怀亚特被允许在这个私人拥有的花园内多次进行发掘（最后一次是在1991年夏天），但协会的工作人员观察了他的进程，并进入了他挖掘的竖井。就我们所知，没有发现任何东西来支持他的说法，我们也没有看到任何圣经文物或圣殿珍宝的证据。
以色列文物局的考古学家乔齐亚斯（Joe Zias）说：“罗恩·怀亚特既不是考古学家，也从未在以色列或耶路撒冷进行过合法许可的发掘。为了发掘必须至少有一个的考古学学士学位，但他没有，尽管他说有。他的说法属于在小报上的垃圾类别，如《国家询问者》（National Enquirer）、《太阳报》（Sun）等。”
怀亚特的官方组织怀亚特考古研究(WAR)声称，以色列文物局一直知道发掘工作，为其中大多数颁发了“口头许可证”，为自2002年以来的所有发掘颁发了正式许可证。然而，证明WAR是合法发掘的唯一证据是以色列文物局对2005年发掘的部分资助。
福音派人士也一直批评怀亚特的说法：“创世纪的答案”（Answers in Genesis）称怀亚特的说法是“欺诈”，而基督复临安息日会考古学教授大卫·梅林(David Merling)在讨论怀亚特的挪亚方舟和锚石的问题时说道：
虽然杜伦皮纳尔遗址与挪亚方舟的长度大致吻合，但宽度太宽了。怀亚特声称这种"船形"只能用挪亚方舟来解释，但谢和莫里斯都提供了其他合理的解释。同样，怀亚特辩称，他发现的立石是锚，而泰瑞安知道，杜伦皮纳尔遗址区外的类似石头原本是异教的崇拜物，后来才被基督徒改为基督教用途
。